# Kaj Birket-Smith
Kaj Birket-Smith (1893-1977) fue un filólogo danés. 

## Carrera
Se doctoró en lingüística en la Universidad de Pennsilvania en 1937. Se especializó en estudiar las costumbres y la lengua de los inuit y eyak después de la expedición que dirigió Knud Rasmussen por Alaska y el norte de Canadá (Thuleekspedition) en 1921-1924. En 1940 fue nombrado director del Etnografisk Samling (Sociedad de Etnografía).

## Obras
- Skrælingerne i Vinland og eskimoernes sydost-grænse (1918)
- Eskimoerne (Los esquimales, 1927)
- Some Ancient Artefacts from the Eastern United States a Journal de la Société des Américanistes, 12-13, 1920-1921
- Ethnography of the Egedesminde District. Meddelelser om Grønland, Vol. 66. København 1924
- Kulturens veje I-II (1941-1942)
- Tomahawk, kølle og pibe fra irokeserne. Danmarks Nationalmuseum. Red. Aage Roussell. København 1957.
- A Tomahawk, a Club and a Pipe of the Iroquois. The National Museum of Denmark. Ed. Aage Roussell. Copenhague 1957.

- Datos: Q3773467
- Multimedia: Kaj Birket-Smith / Q3773467